# Freisen
Freisen – miejscowość i gmina w zachodnich Niemczech, w kraju związkowym Saara, w powiecie St. Wendel.

## Geografia
Gmina leży w nad rzeką Hofbach, przy granicy z Nadrenią-Palatynatem.
Ma powierzchnię 48,08 km², zamieszkuje ją 8 336 osób (2010).
Freisen położone jest ok. 40 km na północ od Saarbrücken, ok. 50 km na wschód od Trewiru, ok. 40 km na południowy zachód od Kaiserslautern i ok. 80 km na północny wschód od Luksemburga.

## Dzielnice
W skład gminy wchodzi osiem dzielnic: 
| Nazwa         | Powierzchnia (km²) | Ludność (2007) |
| ------------- | ------------------ | -------------- |
| Asweiler      | 4,73               | 383            |
| Eitzweiler    | 4,47               | 254            |
| Freisen       | 13,50              | 2 929          |
| Grügelborn    | 4,17               | 854            |
| Haupersweiler | 5,24               | 627            |
| Oberkirchen   | 9,54               | 2 569          |
| Reitscheid    | 3,49               | 471            |
| Schwarzerden  | 2,94               | 467            |

## Historia
Pierwsze wzmianki o Freisen jako Fresenacum pochodzą z 1325. Gmina powstała w 1974, z ośmiu niezależnych gmin, które teraz stanowią jej dzielnice.

## Polityka

### Wójtowie
- 27 sierpnia 1994-aktualnie: Wolfgang Alles, CDU
- Vinzenz Becker, CDU
- Reinhold Weisgerber, CDU

### Rada gminy
Rada gminy składa się z 27 członków:
|      |         | CDU  | SPD  | Pozostali | Razem |
| 2004 | Miejsca | 17   | 10   | 0         | 27    |
|      | Procent | 59,0 | 37,9 | 3,1       | 100   |

## Współpraca
Miejscowości partnerskie:
- Mutzig, Francja - od 1990

## Zabytki i atrakcje
Asweiler
- dom przy Husselstraße 9 z 1884

Freisen
- pomnik wojenny
- kościół parafialny pw. św. Remigiusza (St. Remigius) z 1753, rozbudowany w 1953

Grügelborn
- krzyż przy Im Dreieck z 1905
- budynek mieszkalny przy Steinbachstraße 2 z 1798

Haupersweiler
- most kolejowy z 1938
- gom przy Oberkircher Straße 13 z I poł. XIX w.
- krzyż przy Oberkircher Straße 11 z XVIII w.

Oberkirchen
- krzyż przy Dreieckstraße/Ecke Rembandtstraße z XVIII w.
- tunel kolejowy z 1936
- budynek szkoły z 1882
- most kolejowy z 1936
- kościół parafialny pw. św. Katarzyny (St. Katharina) z 1414, późnogotycka chrzcielnica, wyposażenie z XIX w.

Reitscheid
- dom przy Grügelborner Straße 3 z 1862

Schwarzerden
- dom przy Im Bruch 3, część gospodarcza z 1858, część mieszkalna z 1894

## Muzea
- muzealna linia kolejowa Ostertal (Ottweiler–Schwarzerden)
- Muzeum Mineralogiczne (Mineralogisches Museum)
- Muzeum Mineralogiczne (Mineralogisches Museum) w dzielnicy Oberkirchen
- Południowo-zachodnie Niemieckie Muzeum Rolnicze (Südwestdeutsches Bauernmuseum) w dzielnicy Reitscheid

## Komunikacja
Przez teren gminy przebiega autostrada A62 (zjazd 5 Friesen), nieopodal administracyjnych granic gminy znajdują się drogi krajowe B41, B269 (odcinek łączony z B41) i B420.
Kończy się tu również muzealna linia kolejowa Ostertal, do 1969 użytkowana była linia Türkismühle–Kusel.
Stacje i przystanki kolejowe w gminie Freisen:
- Haupersweiler
- Oberkirchen
- Schwarzerden